# Дрієбес
Дрієбес (ісп. Driebes) — муніципалітет в Іспанії, у складі автономної спільноти Кастилія-Ла-Манча, у провінції Гвадалахара. Населення — 465 осіб (2010).
Муніципалітет розташований на відстані близько 60 км на схід від Мадрида, 44 км на південь від Гвадалахари.

## Демографія
Динаміка населення (INE ):

## Галерея зображень

Розташування муніципалітету у провінції Гвадалахара